# Luigi Sormani Moretti
Luigi Sormani Moretti (Reggio nell'Emilia, 3 dicembre 1834 – Correggio, 9 gennaio 1908) è stato un politico italiano.
Il conte Luigi Sormani Moretti, Patrizio di Reggio, fu eletto alla Camera dei deputati del Regno d'Italia nella IX legislatura e venne rieletto nella X, XI, XII e XV. Fu successivamente eletto Senatore del Regno nella XVI legislatura.
Nel 1859 nel (Governo di Luigi Carlo Farini in Emilia), fu Segretario capo del Ministero della guerra e fu membro effettivo della Commissione generale di amministrazione del Ministero della guerra; nel 1860 fu Segretario nella sezione affari esteri. 
Nel 1870 fondò la Banca popolare di Reggio Emilia.
Luigi Sormani Moretti ricoprì diverse cariche: consigliere del Consorzio provinciale della Banca nazionale italiana, con sede a Venezia, Presidente del Consorzio agrario di piscicoltura della provincia di Venezia, Presidente del Comizio agrario di Venezia, socio della Società geografica italiana e Presidente della Società "Pro montibus".
Nella sua carriera politica fu inoltre Prefetto di Verona, Prefetto di Perugia, Prefetto di Venezia e Prefetto di Treviso.
Morì a Correggio il 9 gennaio 1908.